# Hiromichi Horikawa
Hiromichi Horikawa (堀川 弘通 Horikawa Hiromichi?, n. 28 noiembrie 1916, Kyoto, Japonia – d. 5 septembrie 2012, Setagaya, Tōkyō, Japonia) a fost un regizor de film și scenarist japonez.

## Biografie
Hiromichi Horikawa a urmat studii la Universitatea din Tokyo. A fost mai întâi (începând din 1945) regizor asistent al lui Akira Kurosawa, cu care a colaborat mai ales la Cei șapte samurai (1954), iar în anul 1955 compania Toho l-a promovat regizor plin. Primul său film a fost Asunaro monogatari, care a fost lansat în 1955.
Inițial el urma să regizeze filmele Sanjuro (1962) și Barbă Roșie (1965), care aveau la bază scenarii scrise de Kurosawa, dar compania Toho a decis în cele din urmă ca filmele să fie regizate tot de Kurosawa.
Horikawa a regizat mai mult de douăzeci și șapte de filme și a scris trei scenarii între 1955 și 1995.

## Filmografie selectivă

### Regizor asistent
- 1945: La Nouvelle Légende du grand judo (續姿三四郎 Zoku sugata sanshiro?), regizat de Akira Kurosawa - regizor asistent[4]
- 1946: Je ne regrette rien de ma jeunesse (わが青春に悔なし Waga seishun ni kuinashi?), regizat de Akira Kurosawa - regizor asistent șef[11]
- 1952: Vivre (生きる Ikiru?), regizat de Akira Kurosawa - consilier al regizorului[12]
- 1954: Cei șapte samurai (七人の侍 Shichinin no samurai?), regizat de Akira Kurosawa - regizor asistent șef[5]

### Regizor
- 1955: Asunaro monogatari (あすなろ物語?)[7]
- 1956: L'Été de l'éclipse solaire (日蝕の夏 Nisshoku natsu?)
- 1957: Onna goroshi abura jigoku (女殺し油地獄?)
- 1958: Kami no taishō (裸の大将?)
- 1959: Suzukake no sanpomichi (すずかけの散歩道?)
- 1960: Kuroi gashū: Aru sarariman no shōgen (黒い画集 あるサラリーマンの証言?)
- 1960: Aoi yajū (青い野獣?)
- 1961: Wakarete ikiru toki mo (別れて生きるときも?)
- 1962: Musume to watashi (娘と私?)[13]
- 1963: Shiro to kuro (白と黒?)
- 1964: Aku no monshō (悪の紋章?)
- 1964: Les Cinq Bienfaiteurs de Fumiko (segment al filmului Les Plus Belles Escroqueries du monde)
- 1965: Saigō no shinpan (最後の審判?)
- 1968: Sogeki (狙撃?)
- 1970: Gekidō no Showa shi: Gunbatsu (激動の昭和史 軍閥?)[14]
- 1973: Ōshō (王将?)
- 1977: Arasuka monogatari (アラスカ物語?)
- 1978: Tsubasa wa kokoro ni tsukete (翼は心につけて?)

## Legături externe
- Hiromichi Horikawa la Internet Movie Database
- Hiromichi Horikawa pe Japanese Movie Database